# Езерский, Владимир Иванович
Влади́мир Ива́нович Езе́рский (укр. Володимир Іванович Єзерський; род. 15 ноября 1976, Львов) — украинский футболист и тренер.

## Биография
Воспитанник ДЮСШ СКА (Львов) (тренеры — Погорилыц Г. Б., Польный И. В.). В детстве совмещал футбольные занятия с тренировками в секции бокса.

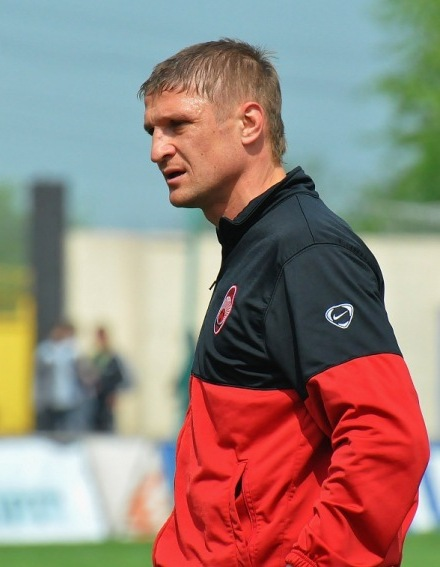
Езерский в составе «Зари»

После того как детский тренер Владимира возглавил команду, выступающую в первенстве области, то пригласил его за собой. С 1995 выступал за «Гарай», из которой в 1997 перешёл в «Карпаты».
В 1999 приобретен киевским «Динамо», однако за основной состав провел только 10 игр. Несколько раз отдавался в аренду, пока в с начала 2001 года не начал играть за днепропетровский «Днепр».
16 июня 2007 года «Шахтёр» приобрёл Езерского у «Днепра» за 7,5 млн гривен (1 млн. 115 тыс. евро).
9 июня 2011 года подписал контракт с «Таврией» по схеме «1+1». В июле был избран капитаном команды. 1 июля 2013 года покинул расположение клуба по истечении контракта. К такому решению пришли обе стороны.
На Чемпионате мира 2006 года национальная сборная Украины, в которой играл Езерский, дошла до четвертьфинала турнира, где уступила будущим чемпионам, итальянцам. Всего за сборную Украины сыграл 39 матчей. Дебют 15 июля 1998 года в матче со сборной Польши.
В феврале 2017 года возглавил юношескую сборную Украины до 19 лет.

## Достижения

### Командные
- Чемпион Украины (3): 1998/99, 2007/08, 2009/10
- Бронзовый призёр чемпионата Украины (4): 1997/98, 1999/00, 2000/01, 2003/04
- Обладатель Кубка Украины (2): 1998/99, 2007/08
- Финалист Кубка Украины (2): 1999/00, 2003/04
- Обладатель Кубка УЕФА: 2008/09
- Четвертьфиналист Чемпионата мира по футболу: 2006

### Личные
- Заслуженный мастер спорта Украины
- Кавалер ордена «За мужество» III степени (2006 год)[5].
- Медаль «За труд и победу» (2009 год)[6]